# 리본 (리듬 체조)

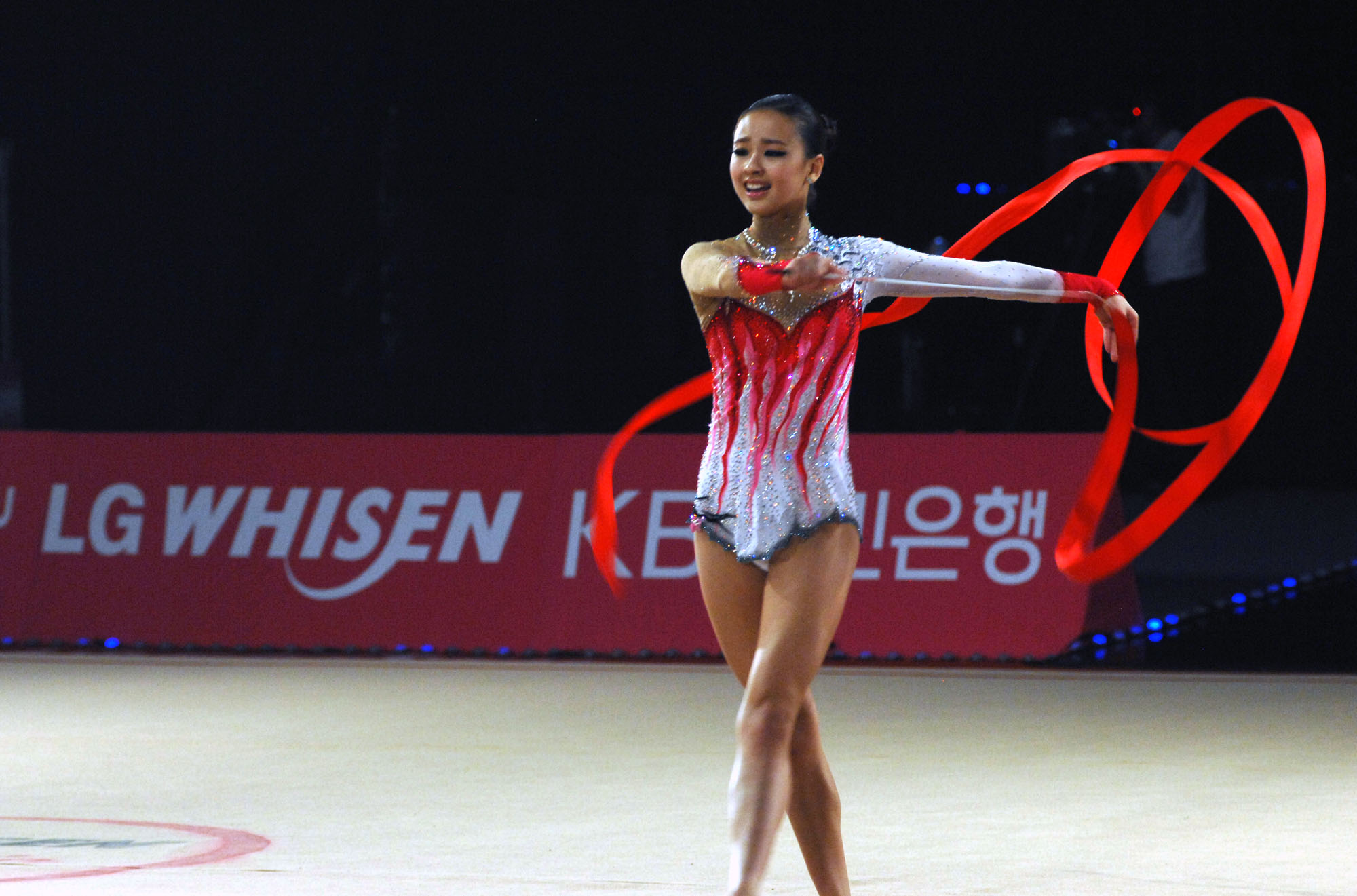
리본을 연기하는 손연재

리본(ribbon; 문화어: 댕기운동)은 리듬 체조의 종목이자 그 종목에서 사용되는 리본을 의미한다.